# Mortician
Mortician é uma banda americana de death metal de Yonkers, Nova York, fundada em 1989. Eles lançaram a maioria de seus álbuns desde o EP House by the Cemetery pela Relapse Records, mas lançaram seu último álbum por seu próprio selo, Mortician Records. Eles fizeram diversas turnês pela América e Europa. A banda é fortemente inspirada em filmes de terror, o que é expresso nas letras, na arte e no uso de samples ao longo de sua discografia.

## Influências
Mortician é influenciado por outras bandas seminais de death metal e grindcore, principalmente Repulsion, Impetigo e Autopsy, mas também Massacre, Terrorizer, Incantation, Pungent Stench, Napalm Death e Carcass .

## Membros da banda
Formação Atual
- Will Rahmer – baixo, voz (1989–presente)
- Roger J. Beaujard – guitarras (1991-presente)
- Sam Inzerra – bateria (2003-presente)

Ex-integrantes
- Matthew David "Matt" Sicher – bateria (1989–1991; falecido em 1994)
- John McEntee – guitarras (1990)
- Desmond Tolhurst – baixo, guitarra (1997–1999)
- Kyle Powell – bateria (1999)
- Ron Kachnic – guitarras (2000–2002)

Linha do tempo

## Discografia

### Álbuns
- Hacked Up for Barbecue (1997)[2]
- Chainsaw Dismemberment (1999)
- Domain of Death (2001)
- Darkest Day of Horror (2003)
- Re-Animated Dead Flesh (2004)
- Hacked Up for Barbecue (1997)[2]
- Chainsaw Dismemberment (1999)
- Domain of Death (2001)
- Darkest Day of Horror (2003)
- Re-Animated Dead Flesh (2004)

### EPs e singles
- Brutally Mutilated (7" Single, 1990)
- Mortal Massacre (7" Single, 1991)
- Mortal Massacre (EP, 1993)
- House by the Cemetery (7" Single, 1994)
- House by the Cemetery (EP, 1995)
- Zombie Apocalypse (7" Single, 1998)
- Zombie Apocalypse (EP, 1998)
- Living.../... Dead (Split with Fleshgrind, 2004)

### Demonstrações
- Rehearsal 12/14/89
- Demo No. 1 1990
- Mortician / Malignancy / Deathrune / Alive (4) – Yonkers Death (CD, Ltd) (2007)

### Compilações
- Gummo soundtrack ("Skin Peeler")
- Traces of Death III: Dead and Buried soundtrack ("Traces of Death")
- Straight to Hell: A Tribute to Slayer compilation ("Piece by Piece")
- Mortal Massacre
- Zombie Apocalypse/House by the Cemetery (Cass, Comp)
- Hacked Up for Barbecue/Zombie Apocalypse
- House by the Cemetery/Mortal Massacre
- Wizards of Gore: Tribute to Impetigo compilation ("Cannibal Lust") (2000, Razorback Recordings)
- Final Bloodbath Session (2002, Primitive Recordings)
- From the Casket (2016, Necroharmonic Productions)

### Álbuns ao vivo
- Zombie Massacre Live! (2004)

### Álbuns de homenagem
- Tribute to Mortician (2007)